# Marvel Noir
Marvel Noir es una línea de Marvel Comics que durante los años de 2009 y 2010 presentó una continuidad alternativa de sus cómics más populares, combinando elementos del cine negro y pulp con el Universo Marvel. La premisa central de estas miniseries es la sustitución de los superpoderes por caracterizaciones más propias del cómic policíaco.

## Historia de publicación
Marvel Noir apareció por primera vez como seis series limitadas, X-Men Noir escrito por Fred Van Lente y artista Dennis Calero, Spider-Man Noir por los escritores David Hine y Fabrice Sapolsky y artista Carmine Di Giandomenico y Daredevil Noir por escritor Alexander Irvine y artista Tomm Coker, la versión Noir de Luke Cage por los escritores Mike Benson y Adam Glass y artista Shawn Martinbrough, Punisher Noir por Frank Tieri y el escritor Paul Azaceta, y Wolverine Noir escrito por Stuart Moore y arte por C. P. Smith.
Se agregaron varias miniserie más en 2010.

## Recepción
Daredevil Noir ganó algunos revisión positiva por admiradores y críticos. La cuarta cuestión fue muy elogiada por la historia y la obra de arte como Comixtreme.com dio un global 5 de 5.
Spider-Man Noir ganó recepción mixta de críticos y aficionados, pero todavía encontraron la serie agradable; IGN tasa el primer número 6.1 de 10,  con la segunda cuestión nominal 6.9 de 10  Timothy Callahan de ComicBookResources.com dio una crítica positiva, comentó "Hine, Sapolsky y Spider-Man Noir de Di Giandomenico ha sido un romp violento, lleno de acción desde el primer número". Adam Chapman de Comixtreme.com elogió la obra de arte y también dio positiva revisión comentó "Di Giandomenico nuevamente proporciona algunas ilustraciones verdaderamente excepcional...Sea en un libro, sé que se va a ver absolutamente magnífico..."
Wolverine Noir fue dada en su mayoría críticas negativas, sin embargo los críticos elogiaron la historia y la ilustración. Adam Chapman de Comixtreme.com dio la tercera cuestión un total 4 de 5, la cuarta emitir un global 5 de 5.

## En otros medios
- El Universo Noir aparece en el videojuego de 2010: Spider-Man: Shattered Dimensions, Con los personajes de Spider-Man Noir. En este videojuego el Hombre Araña tiene una mejor capacidad, cómo los rastreos en la pared, además de la creación de otras versiones de villanos del Universo Marvel, cómo: El Duende.[13]
- Aparece en la serie "Ultimate Spider-Man: Web Warriors", en el episodio "El Universo Araña, Parte 2", hasta el episodio "El Universo Araña, Parte 4".